# Mons Hadley

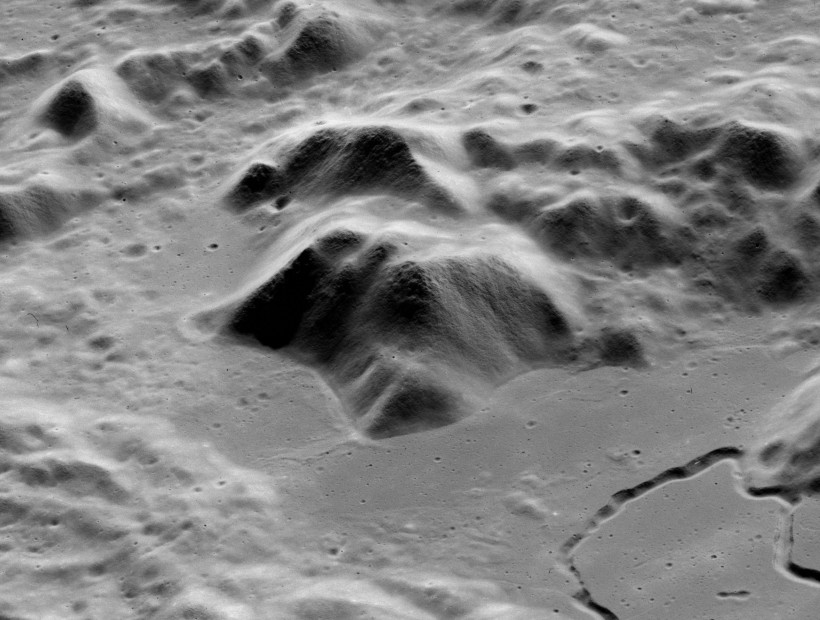
Vista obliqua del Mons Hadley e della Rima Hadley (in basso a destra)

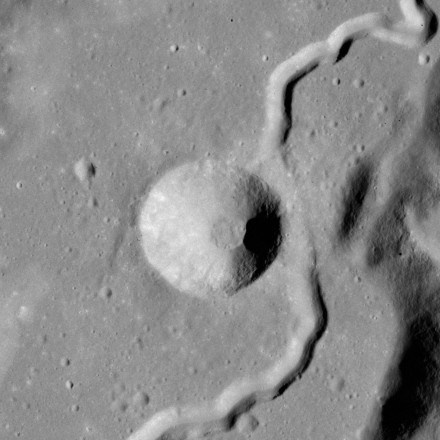
Cratere Hadley C e Rima Hadley

Il Mons Hadley è un massiccio, intitolato al matematico inglese John Hadley, situato nella parte settentrionale dei Montes Apenninus nell’emisfero nord della Luna. Le coordinate selenografiche  di questo picco sono 26.5° N, 4.7° E. Ha una altezza di 4,6 Km e un diametro alla base di 25 km. A sudest di questa montagna si trova la valle dove è avvenuto l’allunaggio di Apollo 15. A sudovest di questa valle, coordinate 25,72° N, 3,71° E, si trova il più piccolo Mons Hadley Delta di altezza pari a 3,5 km. Ad ovest si trova la Rima Hadley dove è stato posto il memorial Fallen Astronaut in memoria degli astronauti deceduti per l’avanzamento delle esplorazioni spaziali.

## Crateri correlati
Alcuni crateri minori situati in prossimità del Mons Hadley sono convenzionalmente identificati, sulle mappe lunari, attraverso una lettera associata al nome.
| Hadley | Coordinate           | Diametro (in km) |
| ------ | -------------------- | ---------------- |
| C      | 25°28′48″N 2°48′00″E | 5,8              |

I seguenti crateri sono stati rinominati dall'Unione Astronomica Internazionale:
- Hadley A — Vedi cratere Joy[4]
- Hadley B — Vedi cratere Santos-Dumont[4]